# Canadian Championship
Canadian Championship (francouzsky: Championnat canadien) je každoroční turnaj kanadských fotbalových klubů. Vítěz získá Voyageurs Cup a místo v Lize mistrů.

## Historie a formát soutěže
Canadian Championship je jedna ze dvou profesionálních fotbalových soutěží organizovaná Kanadskou fotbalovou asociací, která má systém poháru. Kanada má od roku 2017 i profesionální celostátní soutěž ligového systému, kanadské profesionální týmy tak působí v Canadian Premier League nebo v amerických soutěžích. V Canadian Championship tak soupeří kanadské týmy z americké  MLS, kanadských provinčních lig a z kanadské CPL. 
První sezona byla odehrána v květnu a v červnu 2008 a zvítězil tým Montreal Impact; turnaje se účastnily pouze 3 týmy – Montreal Impact a Vancouver Whitecaps z NASL a Toronto FC z MLS. Ročník byl odehrán systémem každý s každým, doma–venku, každý tým tak odehrál 4 utkání. Další dva ročníky byly odehrány stejným formátem, oba ovládl celek Toronto FC. V roce 2011 se soutěž rozšířila o FC Edmonton (NASL), Montreal a Vancouver vstoupili do MLS. Soutěž byla odehrána systémem play-off (1.–4., 2.–3.), utkání byla na dva zápasy. V roce 2014 došlo k rozšíření o tým Ottawa Fury FC, který hrál v předkole s Edmontonem a vítěz postoupil do semifinále proti nejlepšímu kanadskému týmu MLS, v tomto formátu probíhala soutěž do roku 2018.
Sezona 2019 proběhla v novém formátu, soutěže se zúčastnilo 13 týmů – tři týmy z Major League Soccer, 1 z amerického USL Championship a 9 týmů z kanadských soutěží – 1 z Première Ligue de soccer du Québec, 1 z League1 Ontario a zbylých 7 z Canadian Premier League. 

## Výsledky
| Sezona | Zlatá medaile              | Stříbrná medaile       | Bronzová medaile                      | Týmy |
| ------ | -------------------------- | ---------------------- | ------------------------------------- | ---- |
| 2008   | Montreal Impact (1)        | Toronto FC             | Vancouver Whitecaps                   | 3    |
| 2009   | Toronto FC (1)             | Vancouver Whitecaps    | Montreal Impact                       | 3    |
| 2010   | Toronto FC (2)             | Vancouver Whitecaps    | Montreal Impact                       | 3    |
| 2011   | Toronto FC (3)             | Vancouver Whitecaps FC | Montreal Impact FC Edmonton           | 4    |
| 2012   | Toronto FC (4)             | Vancouver Whitecaps FC | Montreal Impact FC Edmonton           | 4    |
| 2013   | Montreal Impact (2)        | Vancouver Whitecaps FC | Toronto FC FC Edmonton                | 4    |
| 2014   | Montreal Impact (3)        | Toronto FC             | Vancouver Whitecaps FC FC Edmonton    | 5    |
| 2015   | Vancouver Whitecaps FC (1) | Montreal Impact        | Toronto FC FC Edmonton                | 5    |
| 2016   | Toronto FC (5)             | Vancouver Whitecaps FC | Montreal Impact Ottawa Fury FC        | 5    |
| 2017   | Toronto FC (6)             | Montreal Impact        | Vancouver Whitecaps FC Ottawa Fury FC | 5    |
| 2018   | Toronto FC (7)             | Vancouver Whitecaps FC | Montreal Impact Ottawa Fury FC        | 5    |
| 2019   | Montreal Impact (4)        | Toronto FC             | Cavalry FC Ottawa Fury FC             | 13   |

## Statistiky a rekordy

### Historická tabulka
Poznámka: Tabulka po sezoně 2019.
| Poř. | Tým                    | Z  | V  | R  | P  | VG | OG | B  |
| ---- | ---------------------- | -- | -- | -- | -- | -- | -- | -- |
| 1.   | Toronto FC             | 42 | 23 | 11 | 8  | 64 | 35 | 80 |
| 2.   | Vancouver Whitecaps FC | 40 | 15 | 13 | 12 | 51 | 44 | 58 |
| 3.   | Montreal Impact        | 42 | 13 | 11 | 18 | 46 | 54 | 50 |
| 4.   | Ottawa Fury FC         | 20 | 8  | 2  | 10 | 21 | 34 | 26 |
| 5.   | FC Edmonton            | 20 | 6  | 2  | 12 | 24 | 35 | 20 |
| 6.   | Cavalry FC             | 8  | 4  | 2  | 2  | 10 | 7  | 14 |
| 7.   | HFX Wanderers          | 6  | 3  | 1  | 2  | 11 | 9  | 10 |
| 8.   | York9 FC               | 6  | 2  | 2  | 2  | 6  | 5  | 8  |
| 9.   | AS Blainville          | 6  | 2  | 1  | 3  | 3  | 4  | 7  |
| 10.  | Vaughan Azzuri         | 2  | 1  | 0  | 1  | 3  | 3  | 3  |
| 11.  | Forge FC               | 2  | 0  | 1  | 1  | 2  | 3  | 1  |
| 12.  | Oakville Blue Devils   | 2  | 0  | 0  | 2  | 1  | 3  | 0  |
| 13.  | Pacific FC             | 2  | 0  | 0  | 2  | 1  | 4  | 0  |
| 13.  | Valour FC              | 2  | 0  | 0  | 2  | 1  | 4  | 0  |

|  | Aktivní týmy |
|  | Zaniklé týmy |

### Hráčské rekordy

##### Góly
| Poř. | Hráč               | Gól |
| ---- | ------------------ | --- |
| 1.   | Sebastian Giovinco | 6   |
| 1.   | Ignacio Piatti     | 6   |
| 3.   | Jozy Altidore      | 5   |
| 3.   | Tomi Ameobi        | 5   |
| 3.   | Jonathan Osorio    | 5   |
| 6.   | Camilo Sanvezzo    | 4   |
| 6.   | Dwayne De Rosario  | 4   |
| 6.   | Daryl Fordyce      | 4   |
| 6.   | Jack McInerney     | 4   |
| 6.   | Pedro Morales      | 4   |